# 下莱斯
下莱斯是奥地利下奥地利州米斯特尔巴赫县的一个市镇。总面积19.54平方公里，总人口814人，人口密度41.7人/平方公里（2005年）。